# 직격증인
직격증인(皇家師姐: 直擊證人, In The Line Of Duty)은 홍콩에서 제작된 원화평 감독의 1989년 범죄, 액션 영화이다. 양리칭 등이 주연으로 출연하였고 승기연 등이 제작에 참여하였다.

## 출연

### 주연
- 양리칭
- 견자단

### 조연
- 원일초
- 왕민덕

## 제작진
- 출품인: 반적생
- 미술: 이지의
- 제편: 원준문
- 무술감독: 원화평
- 제편: 왕진구
- 무술감독: 원신의
- 무술감독: 왕곤
- 무술감독: 차오룽